# Botryosphaeria lutea
Botryosphaeria lutea är en svampart som beskrevs av A.J.L. Phillips 2002. Botryosphaeria lutea ingår i släktet Botryosphaeria och familjen Botryosphaeriaceae.   Inga underarter finns listade i Catalogue of Life.